# 日本人傭兵の危険でおかしい戦場暮らし
『日本人傭兵の危険でおかしい戦場暮らし』（にほんじんようへいのきけんでおかしいせんじょうぐらし）は、にしかわたくと高部正樹による日本の漫画作品。『本当にあった愉快な話』（竹書房）にて、2018年11月号（9月29日発売）より連載中。戦場を約20年間渡り歩いた元傭兵「高部正樹」が語る食事・給料・女遊びなど知られざる傭兵の裏話が描かれている。

## 登場人物
にしかわたく
マンガ家。
高部正樹
数々の戦場を渡り歩いてきた元傭兵。

## 書誌情報
- にしかわたく（著）・高部正樹（協力）、竹書房〈バンブーコミックス エッセイセレクション〉、既刊3巻（2024年1月25日現在）
  1. 『日本人傭兵の危険でおかしい戦場暮らし』 2020年11月12日発売[1]、ISBN 978-4-8019-2452-9
  2. 『日本人傭兵の危険でおかしい戦場暮らし 戦地に蔓延る戦慄の修羅場編』 2022年4月28日発売[4]、ISBN 978-4-8019-3085-8
  3. 『日本人傭兵の危険でおかしい戦場暮らし 戦時中の軍隊の真実編』 2024年1月25日発売[5]、ISBN 978-4-8019-3842-7